# Доклад Мюллера
Доклад Мюллера (англ. Mueller report), официально называемый «Доклад о расследовании российского вмешательства в президентские выборы 2016 года» (англ. Report On The Investigation Into Russian Interference In The 2016 Presidential Election), — официальный отчёт, документирующий результаты и выводы расследования бывшего специального прокурора Роберта Мюллера о попытках России вмешаться в президентские выборы в США в 2016 году, предполагаемом сговоре или координации между президентской кампанией Дональда Трампа и Россией, а также предполагаемом воспрепятствовании правосудию. Отчёт был представлен генеральному прокурору Уильяму Барру 22 марта 2019 года, а отредактированная версия 448-страничного отчёта была опубликована Министерством юстиции (DOJ) 18 апреля 2019 года. Отчёт разделен на два тома. 8 мая 2019 года Трамп, который тогда являлся президентом США, воспользовался прерогативой президента и заблокировал передачу полного отчёта в Конгресс, несмотря на то, что ранее Барр заверил, что Трамп не будет использовать прерогативу.
В отчёте говорится, что расследование «не установило, что члены кампании Трампа вступали в сговор или координировали свои действия с российским правительством в его деятельности по вмешательству в выборы». У следователей была неполная картина событий отчасти из-за того, что некоторые сообщения были зашифрованы, удалены или не сохранены, а также из-за ложных, неполных или отклонённых показаний. В отчёте говорится, что вмешательство России в президентские выборы 2016 года было незаконным, масштабным и систематическим, но предвыборный штаб Трампа приветствовал это, поскольку ожидал получить выгоду от таких усилий российского правительства. Отчёт также выявляет связи между должностными лицами предвыборного штаба Трампа и лицами, имеющими связи с российским правительством, о которых некоторые люди, имеющие отношение к предвыборному штабу Трампа, делали ложные заявления и препятствовали расследованию. Позже Мюллер заявил, что вывод его расследования о вмешательстве России «заслуживает внимания каждого американца».
Второй том доклада посвящен воспрепятствованию осуществления правосудия. Следствие преднамеренно использовало подход, который не мог привести к выводу о том, что Трамп совершил преступление. Это решение было основано на мнении Офиса юрисконсульта (OLC) о том, что действующий президент не подлежит уголовному преследованию, и убеждении Мюллера в том, что было бы несправедливо обвинять президента в преступлении, не предявив ему официальное обвинение, что не позволило бы ему обратиться в суд. Кроме того, это подорвало бы способность Трампа управлять страной и предотвратить импичмент. Таким образом, следствие «не приходит к выводу, что президент совершил преступление»; однако «это также не оправдывает его», поскольку следователи не уверены в невиновности Трампа. В отчёте описаны десять эпизодов, когда Трамп, возможно, препятствовал правосудию, будучи президентом, и один эпизод до своего избрания. В докладе отмечается, что Трамп в частном порядке пытался «контролировать расследование». Далее в отчёте говорится, что Конгресс США может решить, препятствовал ли Трамп правосудию, и принять соответствующие меры, ссылаясь на импичмент.
24 марта 2019 года Барр направил Конгрессу США четырехстраничное письмо с подробным изложением выводов отчёта. 27 марта Мюллер в частном порядке написал Барру, заявив, что письмо Барра от 24 марта «не полностью отражает контекст, характер и сущность работы и выводов» и что это привело к «общественному замешательству». Барр отклонил просьбу Мюллера опубликовать введение и резюме отчёта до публикации полной версии. Также 24 марта в письме Барра говорилось, что он и заместитель генерального прокурора Род Розенштейн пришли к выводу, что доказательств «недостаточно, чтобы установить», что Трамп препятствовал правосудию. 1 мая Барр сказал, что он «не оправдывал» Трампа за препятствии правосудию, поскольку «министерство юстиции этим не занимается» и что ни он, ни Розенштейн не рассматривали лежащие в основе доказательства в отчёте. В июле 2019 года Мюллер доложил Конгрессу США, что Трампу могут быть предъявлены обвинения в совершении преступлений, включая воспрепятствование правосудию, после того, как он покинет свой пост президента. В 2020 году федеральный судья решил лично проверить отредактированные части отчёта. Судья сказал, что «вводящие в заблуждение» заявления Барра о выводах отчёта заставили его заподозрить, что Барр пытался создать «одностороннее повествование», благоприятное для Трампа.